# Czerniatyn (przystanek kolejowy)
Czerniatyn (ukr. Чернятин) – przystanek kolejowy w miejscowości Czerniatyn, w rejonie żmeryńskim, w obwodzie winnickim, na Ukrainie. Położony jest na linii Żmerynka – Mohylów Podolski – Ocnița.